# Sunxuzi
Sunxuzi (kinesiska: 孙圩子) är en socken i östra Kina. Den ligger i Xiao härad i staden Suzhou i provinsen Anhui, omkring 250 kilometer norr om provinshuvudstaden Hefei.